# Wadi Rum
Wadi Rum (tiếng Ả Rập: وادي رم) còn được gọi là Thung lũng Mặt Trăng (tiếng Ả Rập: وادي القمر) là một thung lũng cắt vào đá sa thạch và đá granit ở phía nam Jordan tại 60 km về phía đông của Aqaba. Đây là hệ thống suối cạn (wadi trong tiếng Ả Rập) lớn nhất ở Jordan. Tên Rum rất có thể đến từ một gốc tiếng Aram nghĩa là "cao" Để phản ánh đúng cách phát âm tiếng Ả Rập của nó, các nhà khảo cổ chép nó như là Wadi Ramm. Đỉnh cao nhất của Wadi Rum là núi Um Dami với độ cao hơn 1.800 m trên mực nước biển.
Từ thời tiền sử, Wadi Rum là nơi sinh sống của con người với nhiều nền văn hóa, bao gồm cả dân tộc Nabatean để lại các hình vẽ của họ dưới các hình thức bức tranh đá, graffiti, và đền thờ. Tính đến năm 2007, một số bộ lạc Bedouin sinh sống tại Rum và khu vực xung quanh.
Như một khu bảo tồn với diện tích 74.000 ha, nơi đây được ghi trong Danh sách Di sản UNESCO từ năm 2011. Các điêu khắc trên đá, chữ khắc và di vật khảo cổ tại nơi đây làm chứng đến 12.000 năm sinh sống của con người và tương tác với môi trường tự nhiên. Sự kết hợp của 25.000 khắc đá với 20.000 chữ khắc chỉ dẫn sự phát triển của tư tưởng con người và sự phát triển sớm của bảng chữ cái. Địa điểm di chỉ này cho thấy sự phát triển của hoạt động chăn nuôi gia súc, nông nghiệp và đời sống đô thị trong khu vực.
Wadi Rum được biết đến với cuốn sách Bảy cột trụ thông thái (Seven Pillars of Wisdom) của sĩ quan người Anh T. E. Lawrence, người đã đóng quân ở đây trong cuộc Nổi dậy Ả Rập 1917-1918, và sau đó thậm chí còn nhiều hơn bởi bộ phim Lawrence xứ Ả Rập. Ngọn núi được gọi tên là Bảy cột trụ thông thái có độ cao 1.734 m trên mực nước biển, do hình dạng của nó như bảy trụ cột.

## Hình ảnh

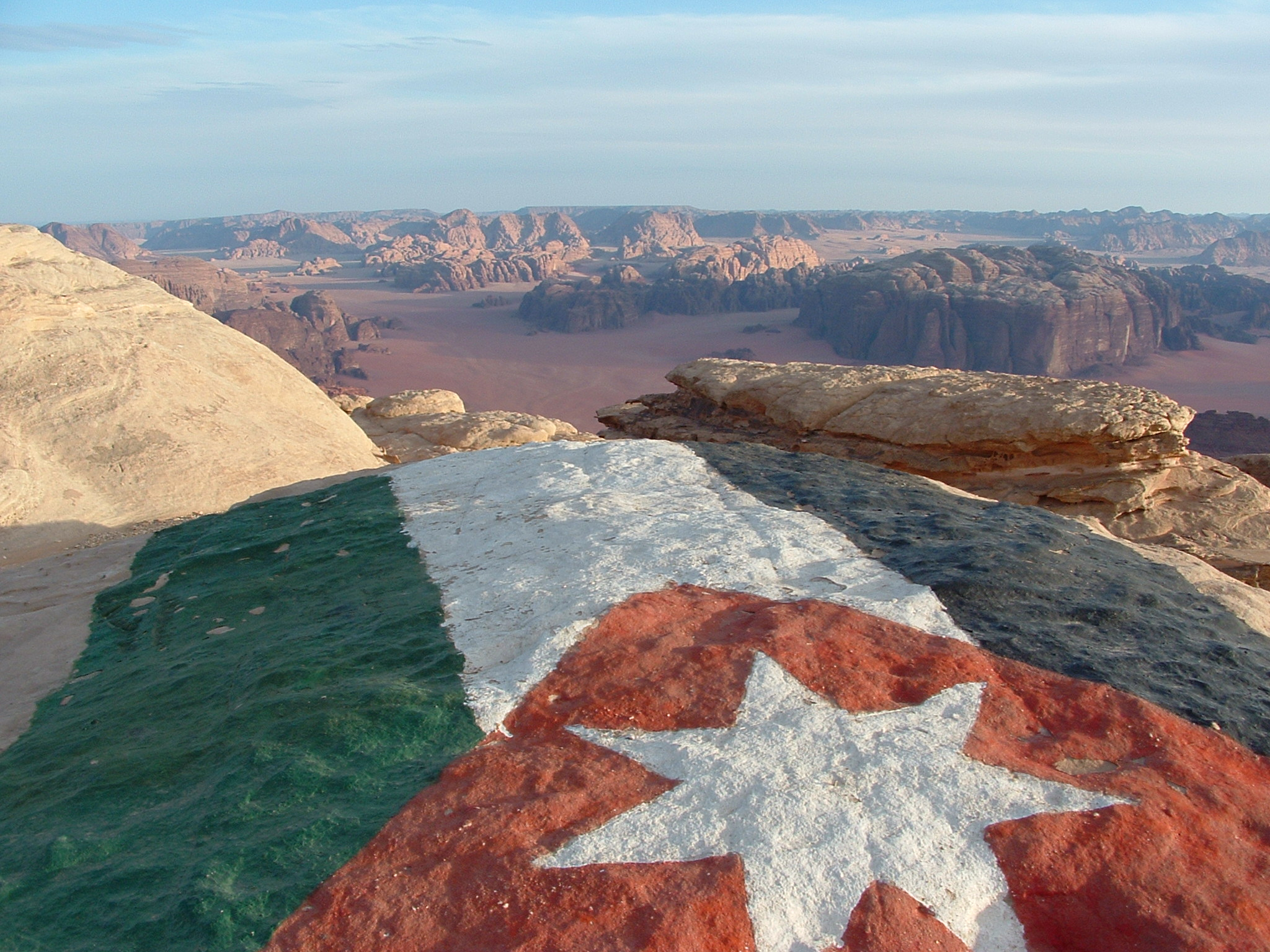
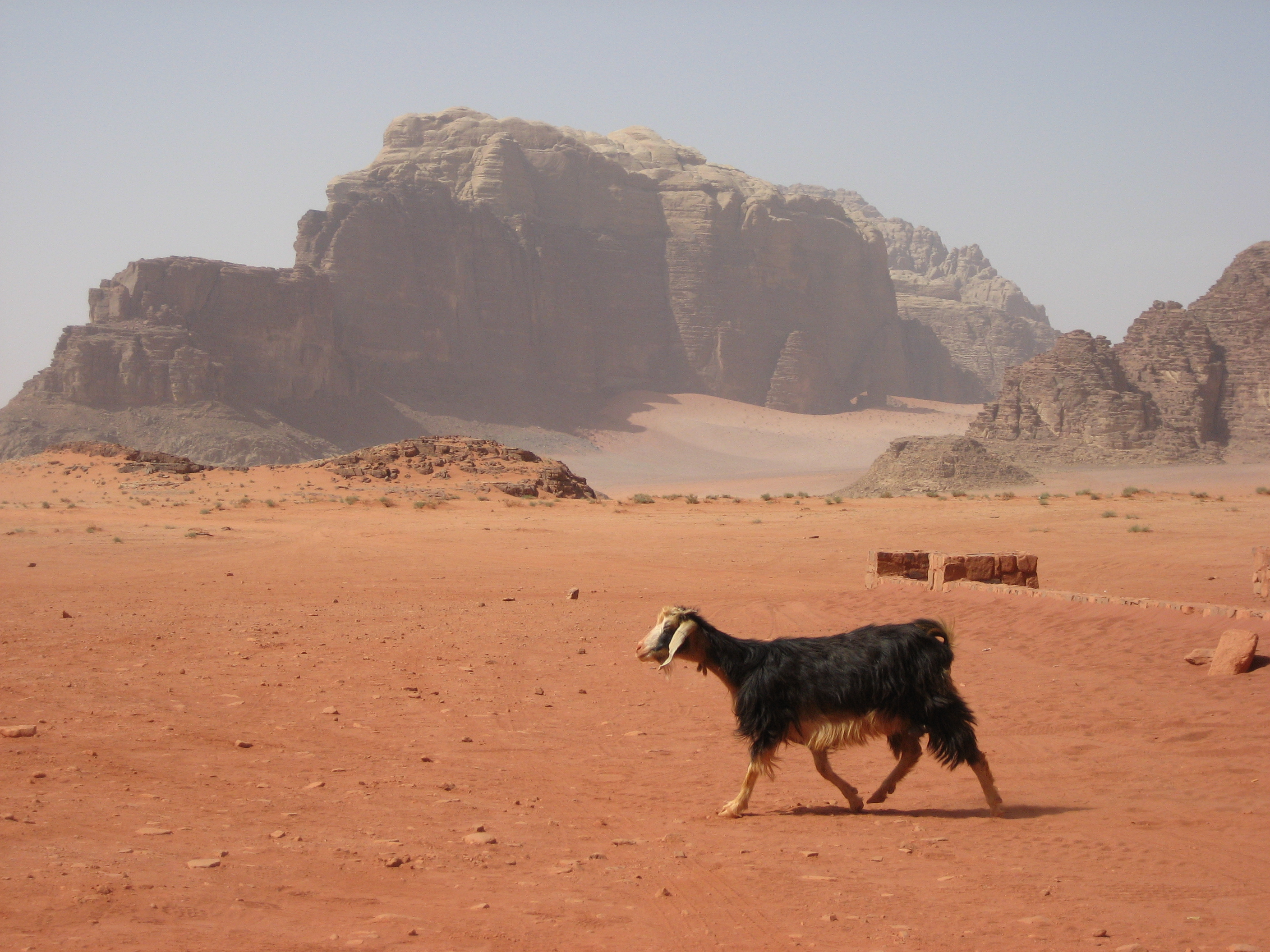
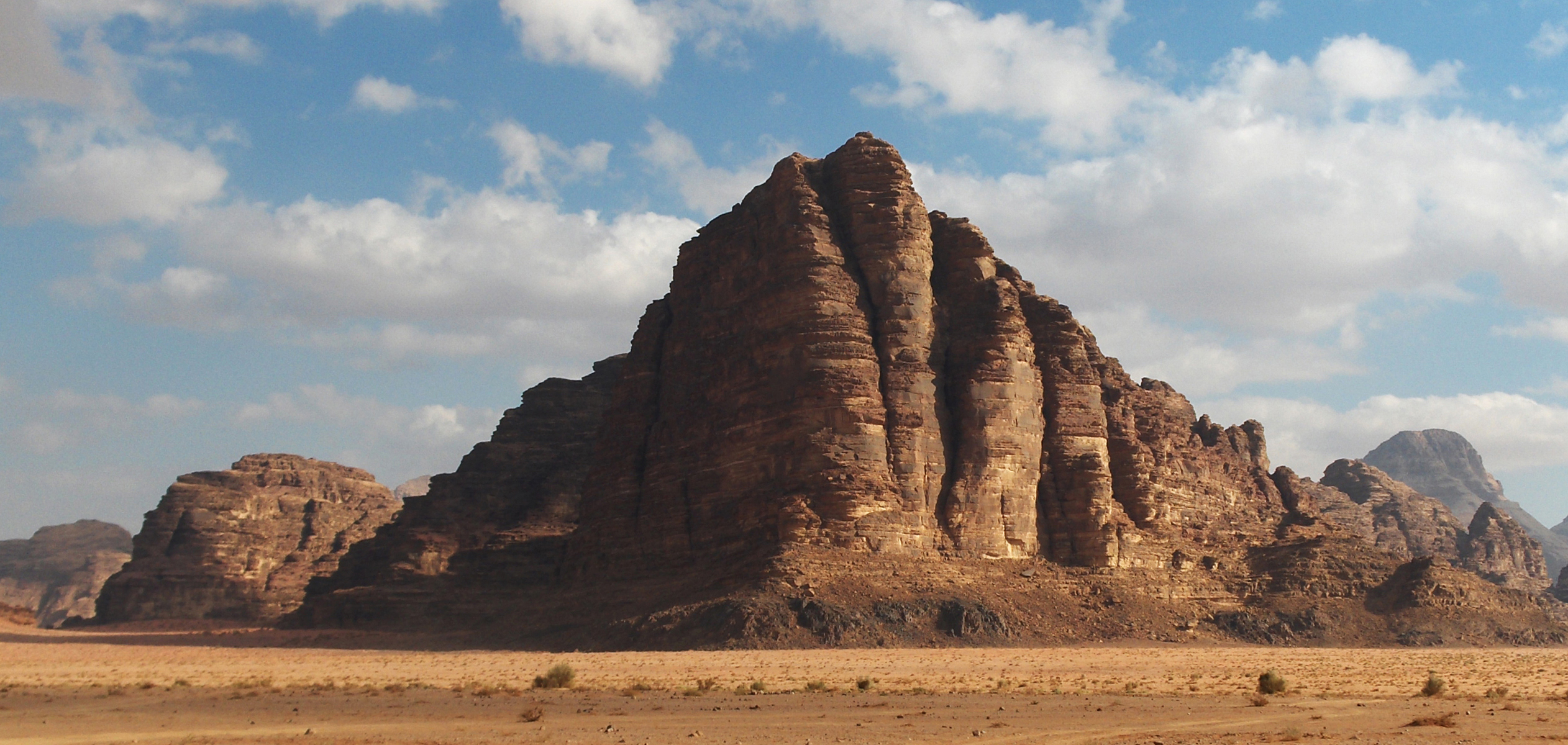
Ngọn núi Bảy cột trụ thông thái
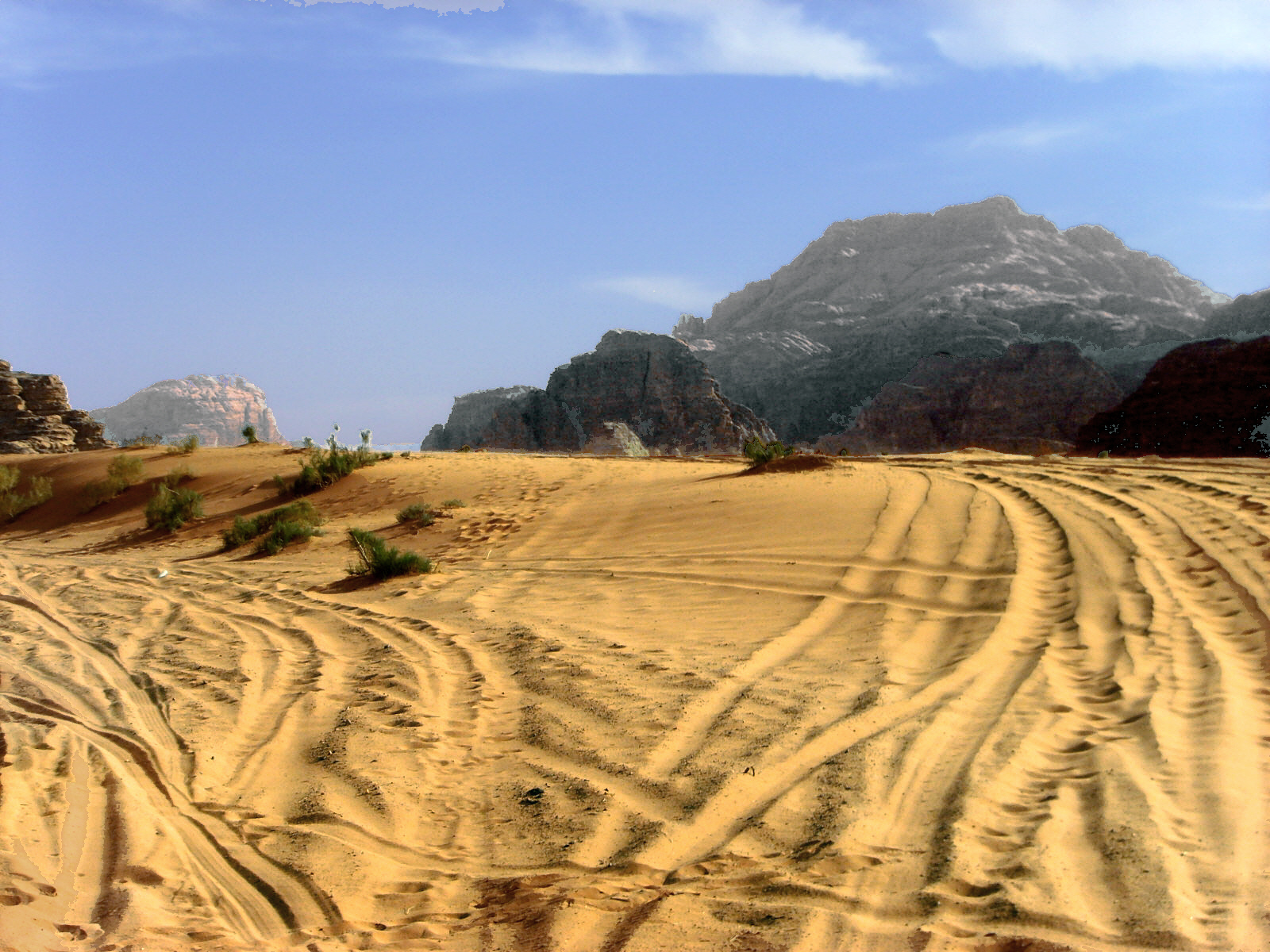
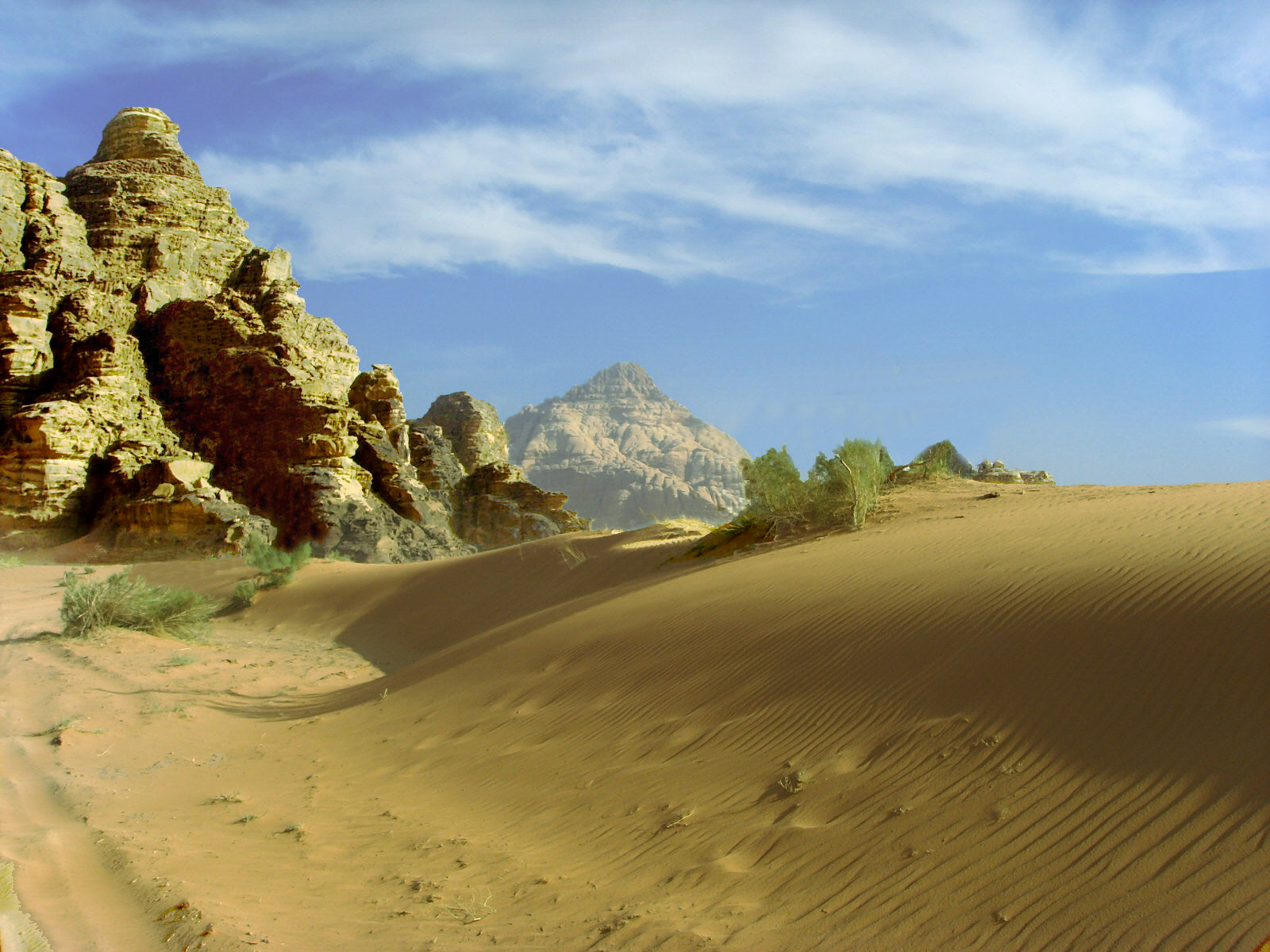
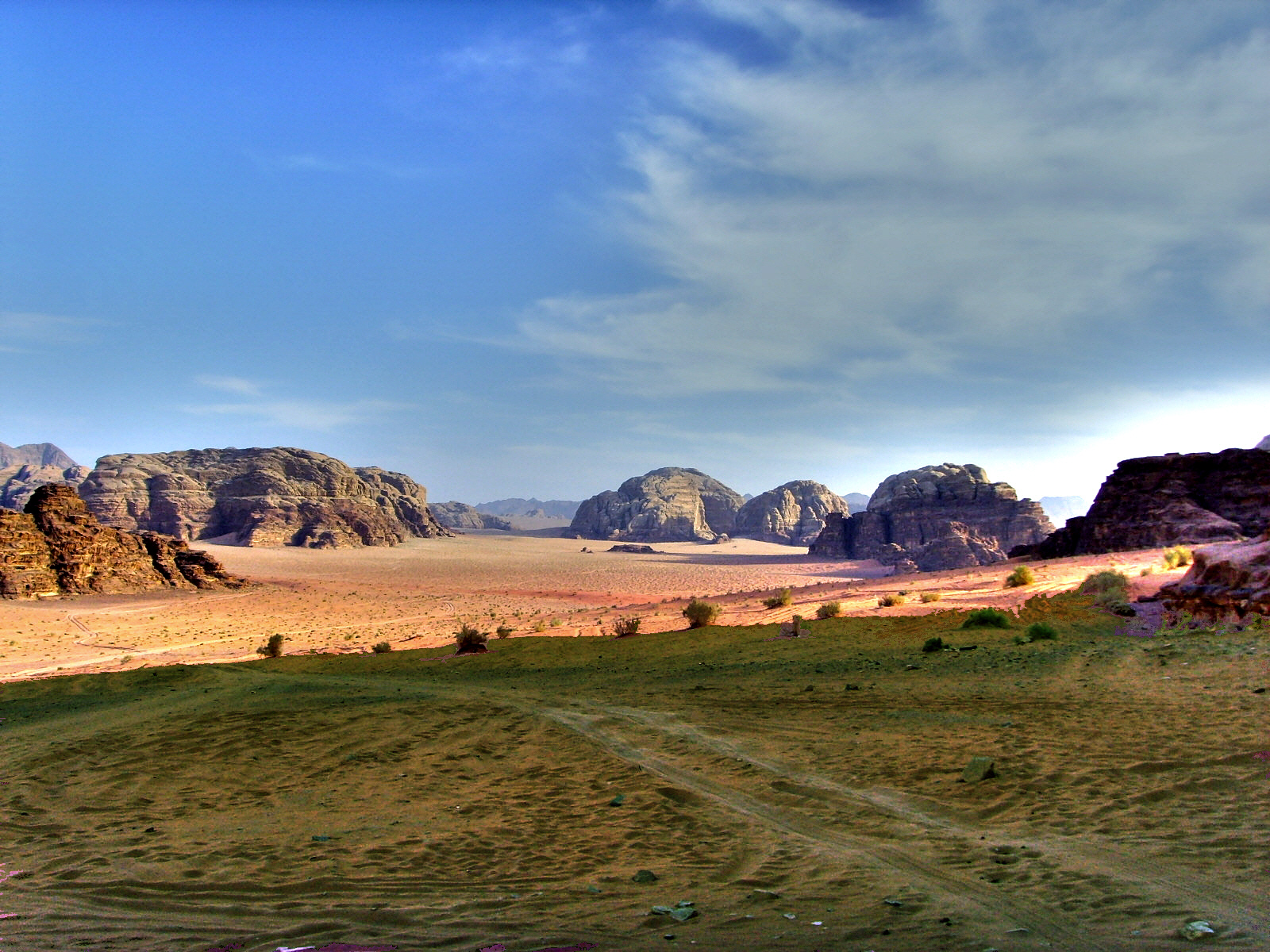
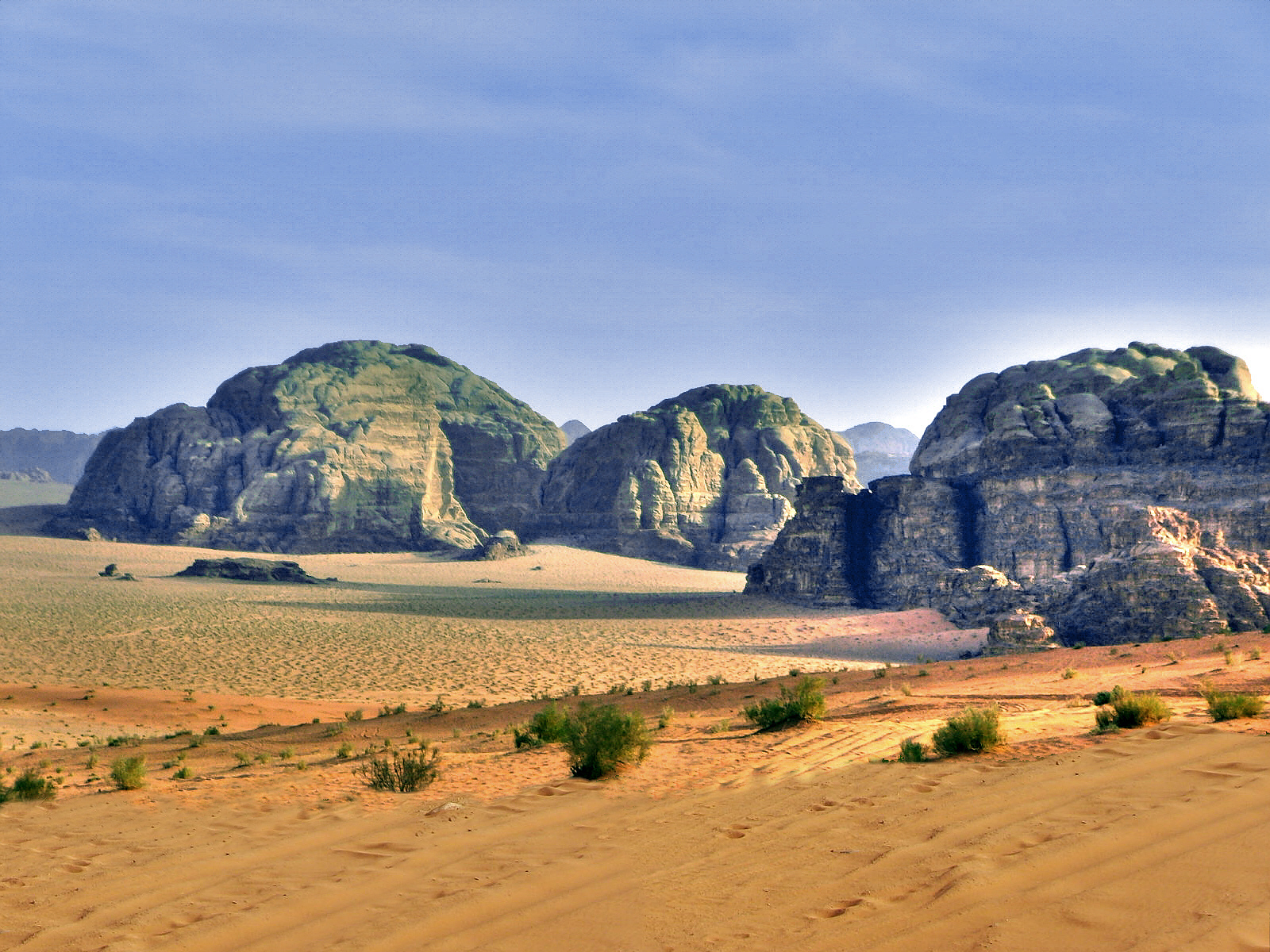
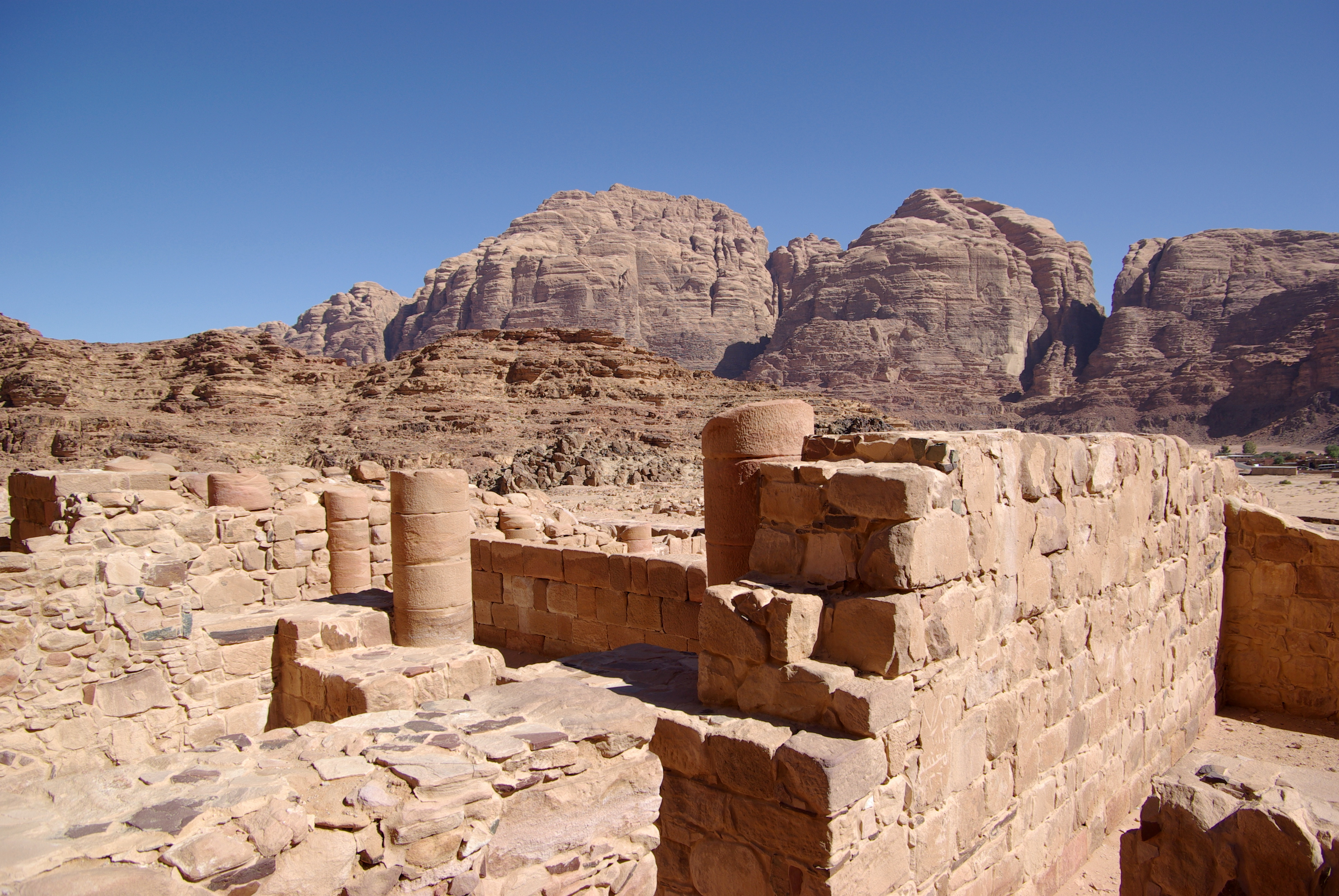
Một đền thờ của người Nabatean
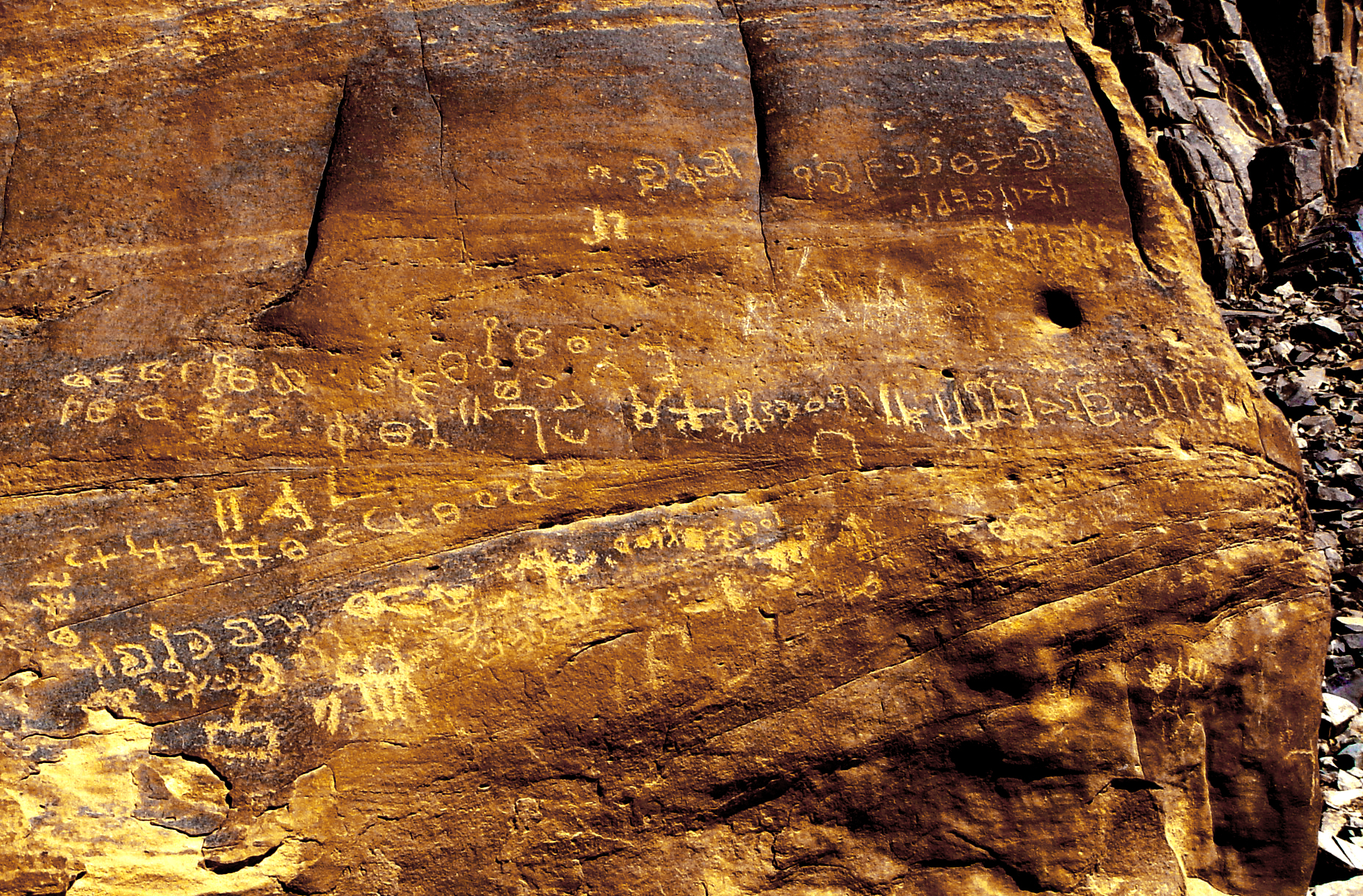
Khắc chạm trên đá
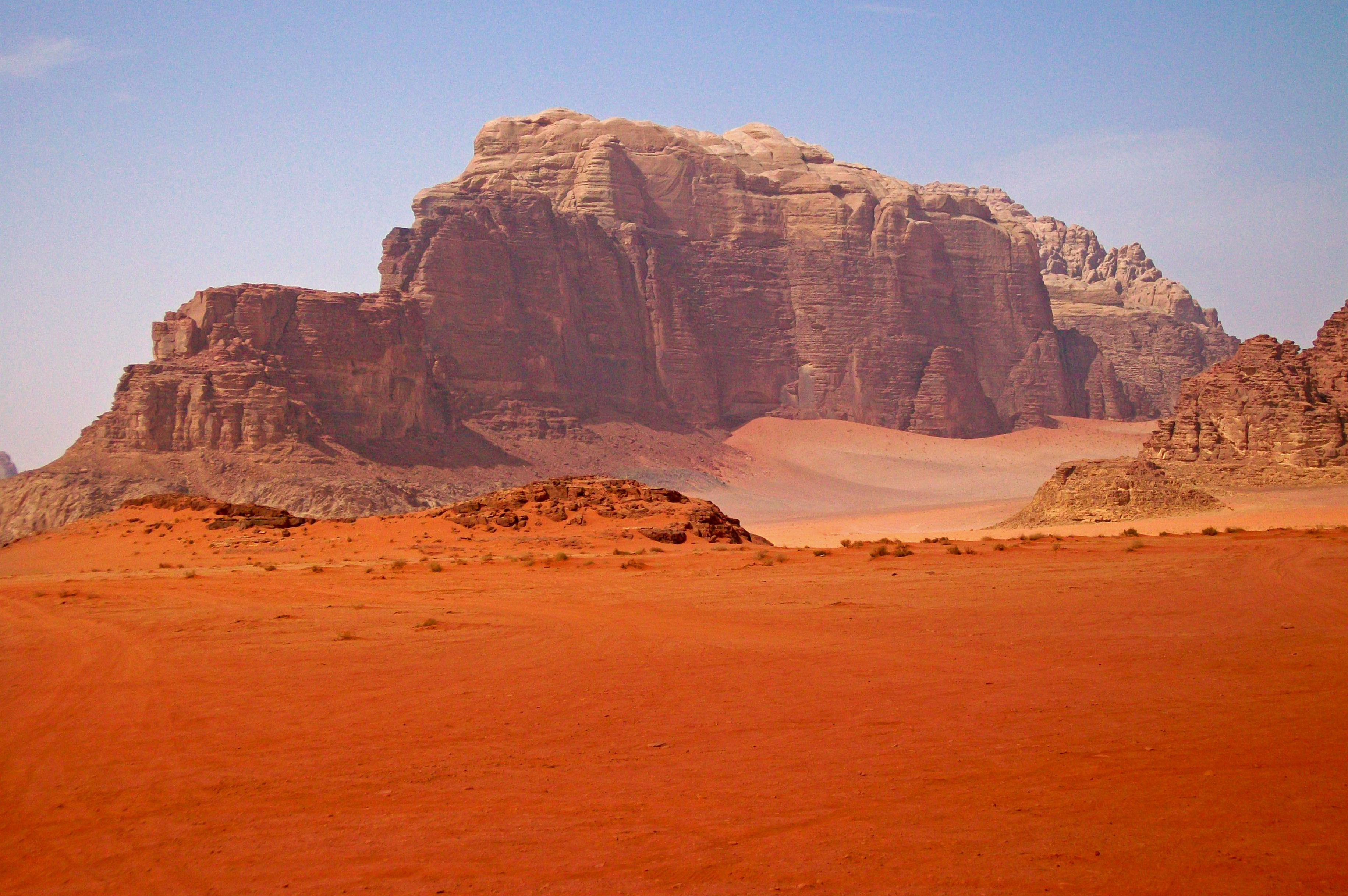
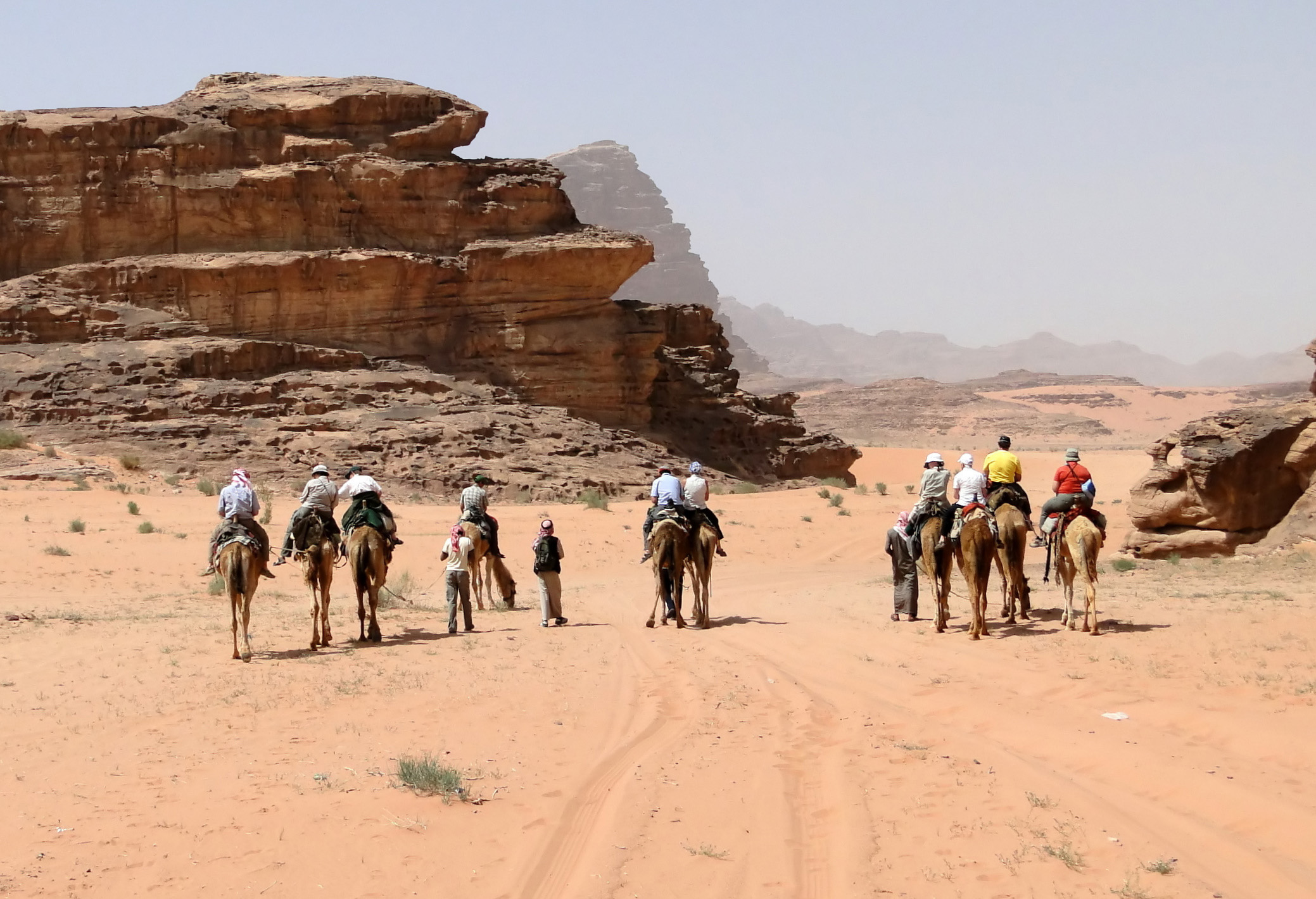